# مافيرا (مسلسل تلفزيوني)
ماڤيرا هو مسلسل تلفازي تركي تاريخي ودرامي وديني من إنتاج شركة إي إس فلم، صدرت الحلقة الأولى منه في 12 نيسان 2021 م، ويحكي حياة وتجارب أحمد اليسوي . بثّت قناة تي آر تي 1 المسلسل وهو من بطولة ممثلين مشهورين منهم كوريل جيزايرلي [التركية]
، غوركم سيفينديك، تانسل أونغل [التركية]
، حسن كوتشوكشيتين، سنان توزجو، رجب أوستا، شكران جاغمان، زارا. وكان من المقرر تصوير المسلسل في 26 حلقة.
صُور المسلسل في قونيا صيف عام 2020 وعُرض في رمضان 1442 هـ الموافق عام 2021 م.
عُرض مسلسل مافيرا، وهو مسلسل قصير خاص بشهر رمضان، وهو من إخراج دوغان أوميت كاراجا [التركية]
.

## روابط خارجية
- مافيرا على الموقع الرسمي لـ TRT 1 نسخة محفوظة 2021-04-12 على موقع واي باك مشين.
- مافيرا على إنستغرام
- maveratrt على تويتر.